# Czytaj i płacz
Czytaj i płacz (ang. Read It and Weep, 2006) – amerykański film z 2006 roku, wyprodukowany przez wytwórnię Disney. Film nagrywano w Salt Lake City i Murray w stanie Utah (USA). Film powstał na podstawie książki autorstwa Julii DeVillers pt. How My Private, Personal Journal Became A Bestseller.
W Polsce film można było zobaczyć w wersji lektorskiej na antenie stacji HBO i TVP2, a także z dubbingiem na Disney Channel.

## Fabuła
Jamie Bartlett (Kay Panabaker) to nieśmiała, zamknięta w sobie i uwielbiająca marzyć dziewczyna. Jak prawie każda nastolatka prowadzi swój własny pamiętnik, w którym staje się diametralnie inną osobą; dziewczyną o imieniu Isabella, która jest piękna i przebojowa. Opisując w nim swoje odczucia dotyczące szkoły, przyjaciół i innych uczniów w szkole.
Przez przypadek zapiski Jamie zostają opublikowane w formie książki, która po krótkim czasie stała się bestsellerem. Niekończące się wywiady, programy na temat książki sprawiły, że Jamie coraz bardziej zaczęła upodabniać się do głównej bohaterki książki. Ludzie, którzy byli bliscy jej sercu czyli rodzina i przyjaciele zeszli na drugi plan, gdyż dla dziewczyny ważna stała się tylko sława.

## Obsada
- Kay Panabaker jako Jamieson „Jamie” Bartlett
- Danielle Panabaker jako Isabella „Is”
- Alexandra Krosney jako Harmony
- Marquise Brown jako Lindsay
- Allison Scagliotti jako Sawyer „Myrna” Sullivan
- Jason Dolley jako Connor Kennedy
- Chad Broskey jako Marco Vega
- Tom Virtue jako Ralph Bartlett
- Connie Young jako Peggy Bartlett
- Robin Riker jako Diana
- Nick Whitaker jako Lenny Bartlett
- Falisha Fehoko jako Jennifer #1
- Malinda Money jako Jennifer #2
- Joyce Cohen jako pani Gallagher

## Wersja polska
Wersja polska: SDI Media Polska

Reżyseria: Łukasz Lewandowski

Dialogi: Anna Wysocka

Wystąpili:
- Anna Smołowik – Jamie
- Izabela Gwizdak – Is
- Julia Hertmanowska – Lindsay
- Monika Węgiel – Harmony
- Agnieszka Judycka
- Adam Pluciński – Connor
- Joanna Borer-Dzięgiel
- Michał Podsiadło – Marco
- Bartosz Martyna – Ralph Bartlett
- Katarzyna Pysiak-Owczarz – Sawyer
- Paweł Ciołkosz – Tim
- Barbara Zielińska
- Robert Kuraś
- Bożena Furczyk
- Łukasz Lewandowski – Wuefista
- Izabela Dąbrowska – pani Gallagher
- Monika Wierzbicka
- Mateusz Narloch

i inni
Lektor: Andrzej Leszczyński

## Różnice pomiędzy książką a filmem
- W książce Sawyer ma długie blond włosy, natomiast w filmie ma krótkie brązowe włosy i niebieskie oczy.
- W książce Lindsay ma jasną skórę, czerwone włosy i niebieskie oczy. W filmie ma ciemną skórę, czarne włosy i brązowe oczy.
- W książce Lindsay nieustannie jest niezadowolona ze swojej wagi, jednak w filmie nie ma o tym mowy.
- W książce Harmony ma ciemną skórę, czarne włosy i brązowe oczy. W filmie ma jasną skórę, rude włosy i zielone oczy.
- W książce Connor ma brązowe włosy, a w filmie ma blond.
- W książce Jamie nie całuje Connora.
- W książce Jamie ma siostrę Allie, jednak w filmie ma brata Lenny`ego.